# VBMR グリフォン
グリフォン多用途装甲車（Véhicule Blindé Multirôle、VBMR）は、フランス陸軍のスコーピオン計画の一部としてVAB装甲車を置き換えることを意図した装甲兵員輸送車。
VMBRの軽量化タイプとして4輪化したVéhicule Blindé Multirôle Léger (VBMR-L、軽量多用途装甲車)、通称「サーバル」も設計された。対抗機種同様に、1機のA400M輸送機に2両の6輪型VBMRが搭載可能なので緊急展開に対応することができる。

## 来歴
フランス陸軍は2000年台初頭からVAB装甲車を更新する準備を進めてきた。フランスの2013年防衛および安全保障白書では2020年の目標として、2,080両のVBMRの調達を記載した。
2014年に、フランス軍事省は、2011年に協業する希望を明らかにしていたネクスター、タレス、Arquusに開発を委託した。
装備総局は2019年6月24日にグリフォンに承認を与え、2019年7月4日に1号車を納入する許可を与えた。2021年末までに339両のVMBRグリフォンが陸軍に納入された。
実車のお披露目は2019年7月14日のフランス革命記念日のシャンゼリゼ通りでの軍事パレードで行われた。
2022年5月、VBMR-Lサーバルの最初の4両が陸軍に納入された。
2025年にはSCORPION歩兵戦闘車が最初の情報能力強化と協調戦闘能力を獲得しているはずであり、2019年にVAB装甲車を更新し始めたグリフォン多用途装甲車のて発注された半数が納入されている予定である。

## 技術的特徴

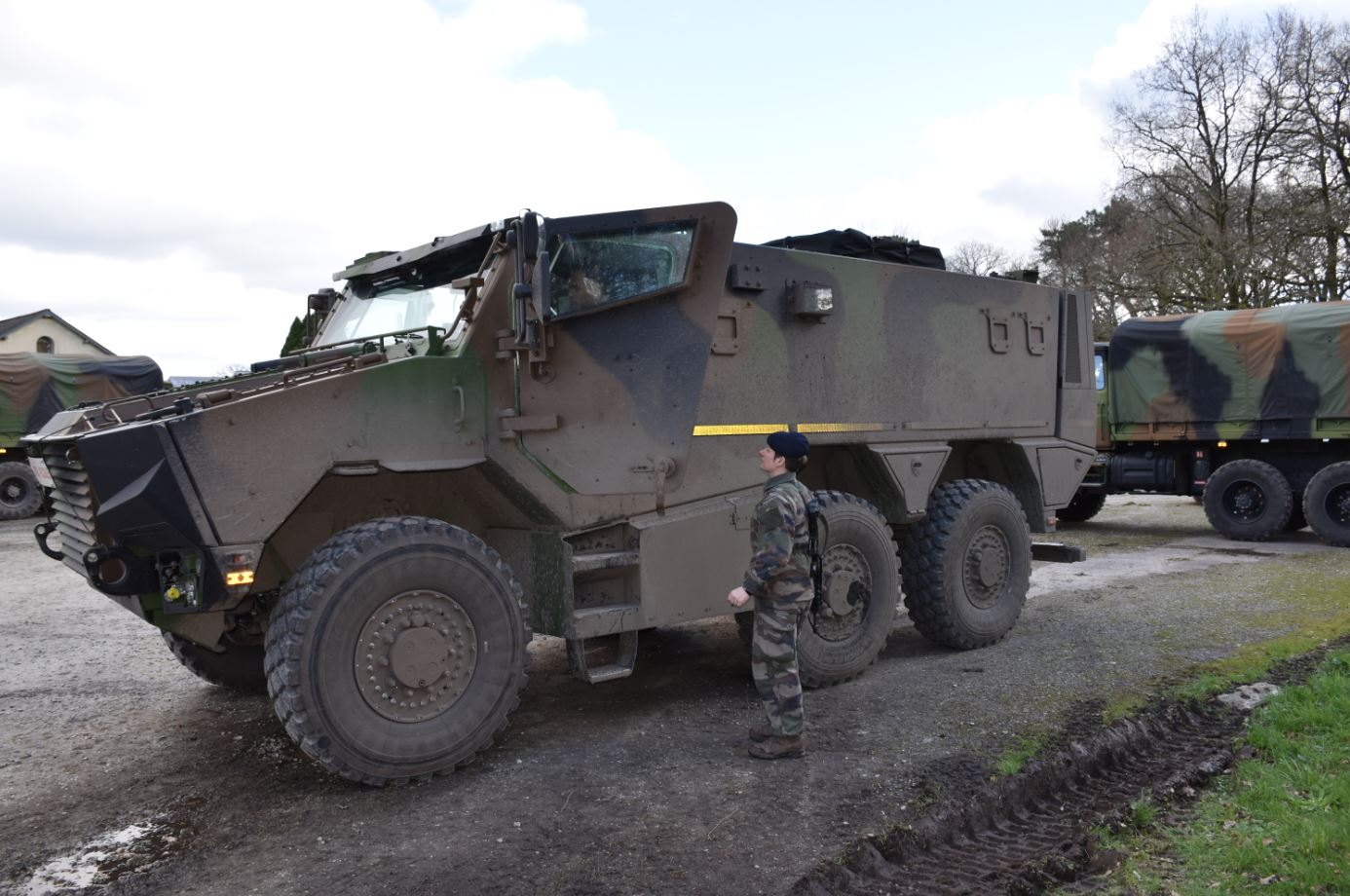
第2補給連隊で整備を受けるグリフォン（2020年）

この車両は6x6構成で、運転手とは別に9名の歩兵を輸送することができる。
車両の単価は100万ユーロを超えるさらに、従来のERC 90装甲車、AMX-10RCおよびEBRC ジャグアと、ストラスブールの企業Quiri、アルジャントゥイユのElnoによるElipsインターコムシステム、リヨンのMetravibによるピラーV音響銃撃検出システムおよびサスペンションを含む70%の装備を共有している。
この車両の調達は、陸軍の装甲騎兵部隊の近代化を目的とした「SCORPION計画」（Synergie du contact renforcée par la polyvalence et l’infovalorisation、汎用性と情報評価によって強化された接触の相乗効果）の一部であり、ルクレール戦車の近代化改修、VAB装甲車のVMBR（グリフォンおよびサーバル）の置き換え、ERC 90装甲車と戦車駆逐型VAB装甲車のEBRC ジャグアによる置き換えが含まれている。
分隊は運転手、射手を含む9名の歩兵からなっている。歩兵中隊には基本的に指揮車1両、4両のいわゆる「兵卒」グリフォンからなる3小隊、対戦車ミサイル装備の2両および81 mm迫撃砲装備の2両からなる支援車両を含む17両のグリフォンが配備される。それ以外のグリフォンは狙撃手チームを輸送することもある。
VBMRは整備が容易にできるように設計されている。例えば、車両には「予防的整備」を可能とするセンサーがサスペンション、ブレーキパッドおよびギアボックスに備えられている。エンジンは民生エンジンを標準的軍仕様にしたもので、アフリカやその他のフランス軍の活動地域で異なる品質の燃料を受け入れることができるようになっている。
2020年11月に、フランス軍向けに計画されているSCORPION計画のグリフォン1,872両のうち、一部には遠隔操作砲塔が装備されないことが発表された。フランソワ・ルコワントル統合参謀総長は、現在は全てのグリフォンに砲塔を装備する予算がないため、2025年までは75%の、それ以降は50%のグリフォンに砲塔を装備することを発表している。

### 電子機器
グリフォンに搭載される電子機器は主にヴェトロニクと呼ばれるものである。ヴェトロニクは車両に搭載される電子機器であり、航法、指令、通信、観測、防御システムのアーキテクチャーを指している。ヴェトロニクを使用するためにはグリフォンに強力な計算機を搭載することになる。ヴェトロニクネットワークは、例えば、将来のCONTACTソフトウェア無線機を統合できる。また、車両内および車両間の通信を強化し、協調戦闘モードが可能になる。これはグリフォンが検知した標的をEBRC ジャグアの乗員がリアルタイムで受信して検知できるものである。また、グリフォンの乗員はベトロニクネットワークによって味方車両の状況を正確に把握することが可能となる。
JAGUAR計画の車両にはAtos-Bullが開発した共通情報システム（SICS）が搭載される。システムを動かすために、グリフォンにはタレスが開発したANTARES工学系が搭載される。500万画素の解像度を有するこのシステムは、昼夜を問わず、-15度から+65度までの垂直円弧で360度の状況を把握することができる。また、敵の測距儀のレーザー光を検知して煙幕を放出して敵の視界から逃れることができるようになる予定である。さらに、グリフォンの屋根にはMetravib Defence社製のマイク4つが搭載され、ネットワーク上の他車が検出したデータとともに三角測量を行い銃声を検知すると射手の位置を特定することが可能である。特定した位置に対して砲塔が自動で旋回して射撃することも可能となる。これに加えて、グリフォン自体にも各種センサーが搭載されて車両の状態データを自動で収集し、整備を容易にする。

## バリエーション

### VBMR

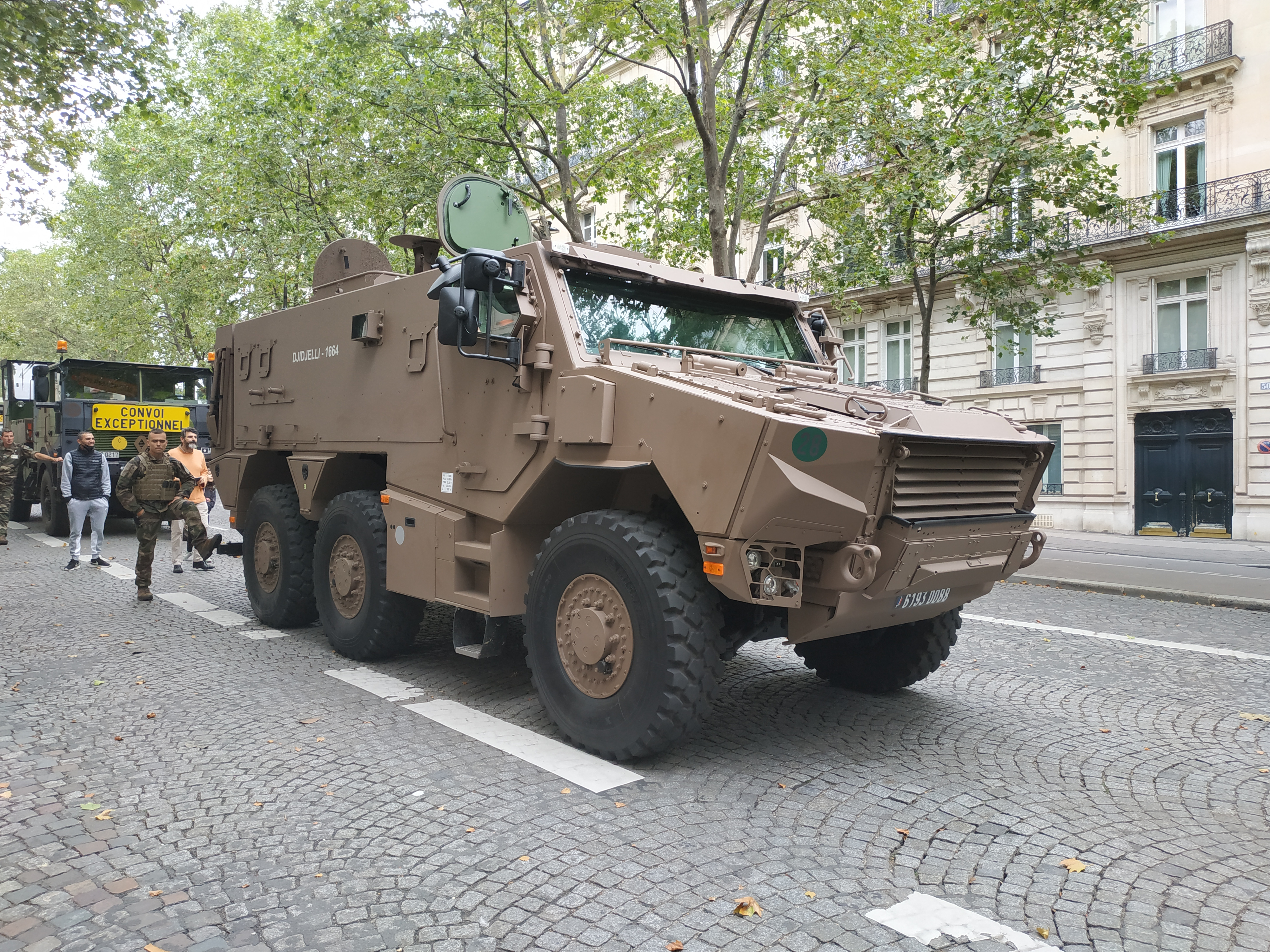
2021年7月14日のパレードでの、フランス軍の新塗装が施されたVBMR

1,872両のVBMRは、それ自体が4種類のバリエーションに分かれる兵員輸送タイプを含めて大別して6種類のバリエーションが用意されている。

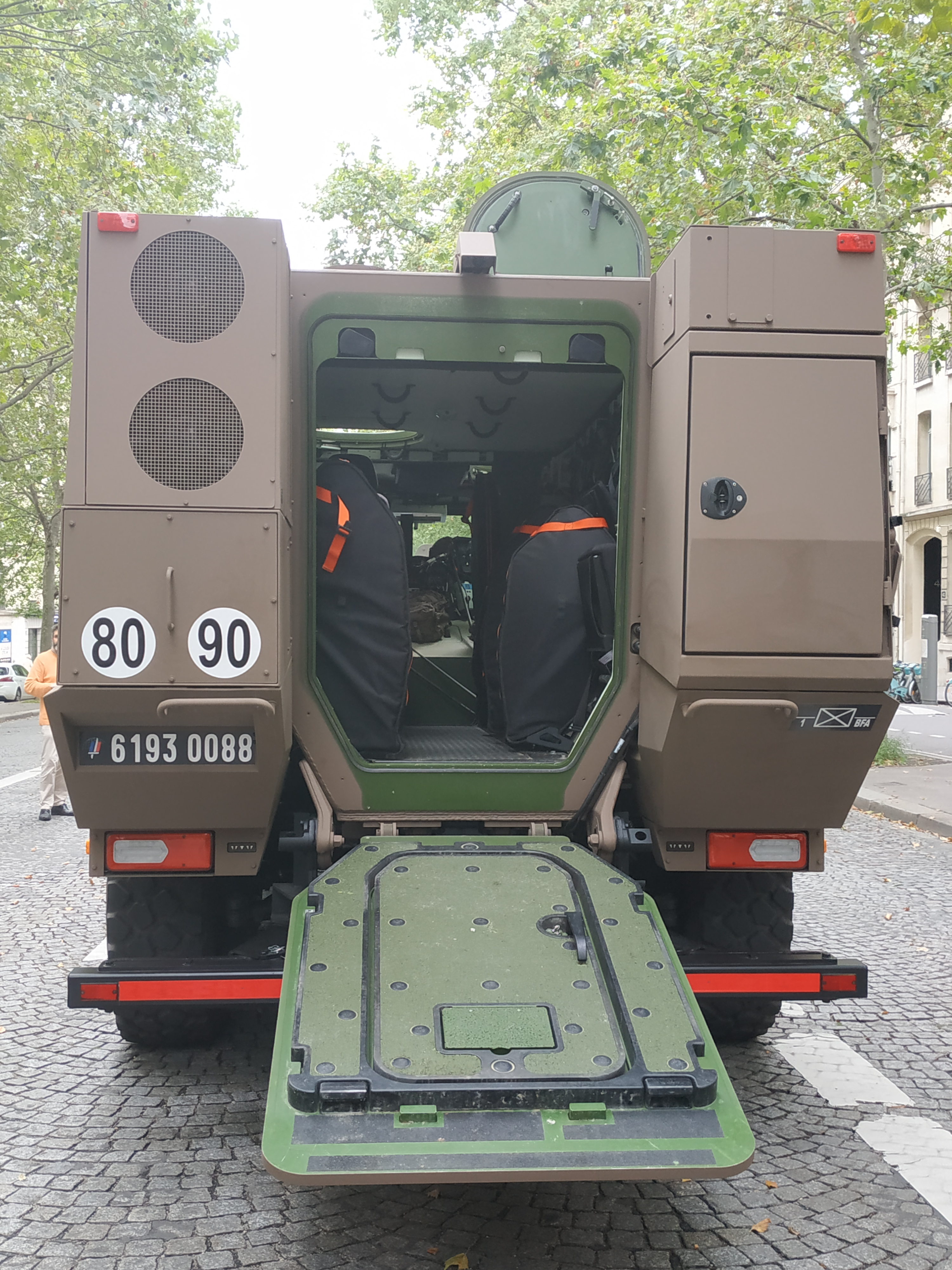
VBMR後部の乗降口

#### 兵員輸送車 (VTT)
兵員輸送車タイプはグリフォンの主たるタイプである。4種類の下位タイプに分かれており、フランス陸軍に最も多数配備されている。
FELINタイプ
FELINシステムを搭載した歩兵タイプは、特にFELINシステムをフル装備した歩兵を輸送することによって歩兵戦闘に特化している。
狙撃兵分隊タイプ
MMPタイプ
中距離ミサイル（MMP）タイプは数基のアケロンMP対戦車ミサイルを搭載している。
補給タイプ

#### 移動指揮所タイプ（PCないしEPC）と着弾観測タイプ（VOA）
グリフォンEPCは、通信システム、サーバーおよびルーターを搭載した指揮発令を目的したタイプである。このタイプのグリフォンはその分野の装備が充実していることから着弾観測車両（VOA）と呼ばれることもある。特にレーザー照準システムとSCORPION情報システムをもとにしたCONTACT無線が装備されていることから、ANTARES光学システムを介して射撃ポイントの特定を可能としている。車体後尾に設置した伸縮式マストによって通信範囲を拡大することが可能である。360°、最大25kmまで対応可能なGO12レーダーは、陸海空の車両や歩兵の探知・識別・追跡が可能である。車両上部には7.62 mm機銃で武装した遠隔操作式のT2キューポラを備えている。
総計で333両のEPCタイプの調達が計画されており、そのうちの半数は2025年に納入される予定である。

#### 衛生
フランス軍衛生部（SSA）向けのグリフォンSANは2022年6月にDGAに承認された。この車両は、現在使用されているVAB装甲車と比べて、弾丸、地雷、即席爆発装置（IED）に対する強化された防護性能による良好な乗員保護、より大きな内部空間による作業空間の拡大、車両の一般的および技術的な改善による快適性の向上によって、医療任務での能力が向上している。
2023年から、総計196両のグリフォンSANの調達が計画されている。

#### NBC
VBMR NRBCは核、放射線、細菌、化学的事象の影響により損傷を受けた環境下で、情報を操作・回復する能力を有する。

#### 近接支援用迫撃砲搭載型（MEPAC）

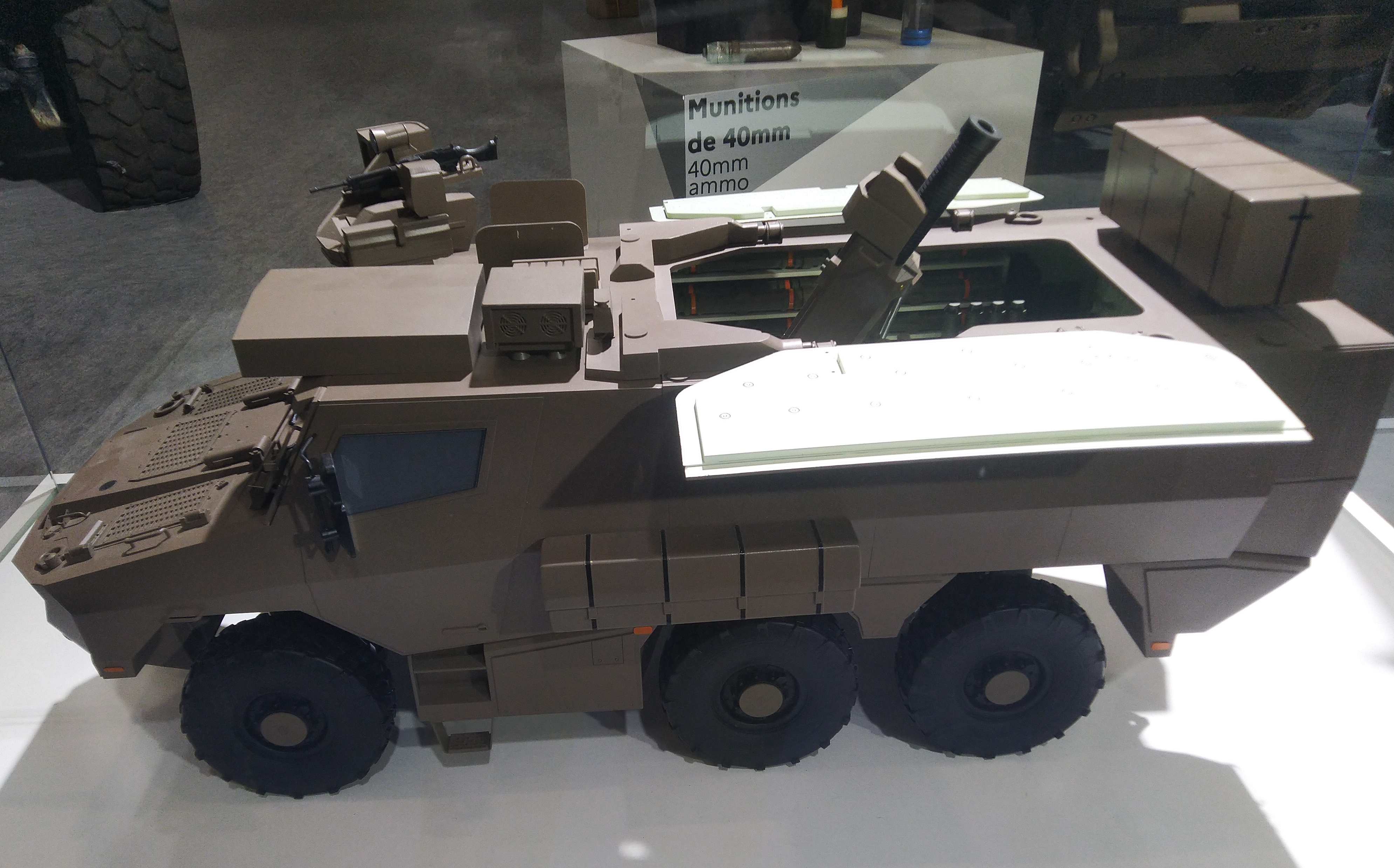
MEPACタイプのVBMRグリフォン

グリフォンMEPACの車室後部に半自動式の2R2M 120 mm車両搭載型迫撃砲（毎分10発、射程15 km）と弾薬庫が備えられている。このタイプでは遠隔操作型12.7 mm機銃ターレットも装備している。乗員数は運転手1、ターレット射手1、迫撃砲射手2の4名である。
2027年までに総計54両のMEPACタイプの調達が予定されており、そのうちの半数は2025年末までに納入される予定である。

### VBMR-L

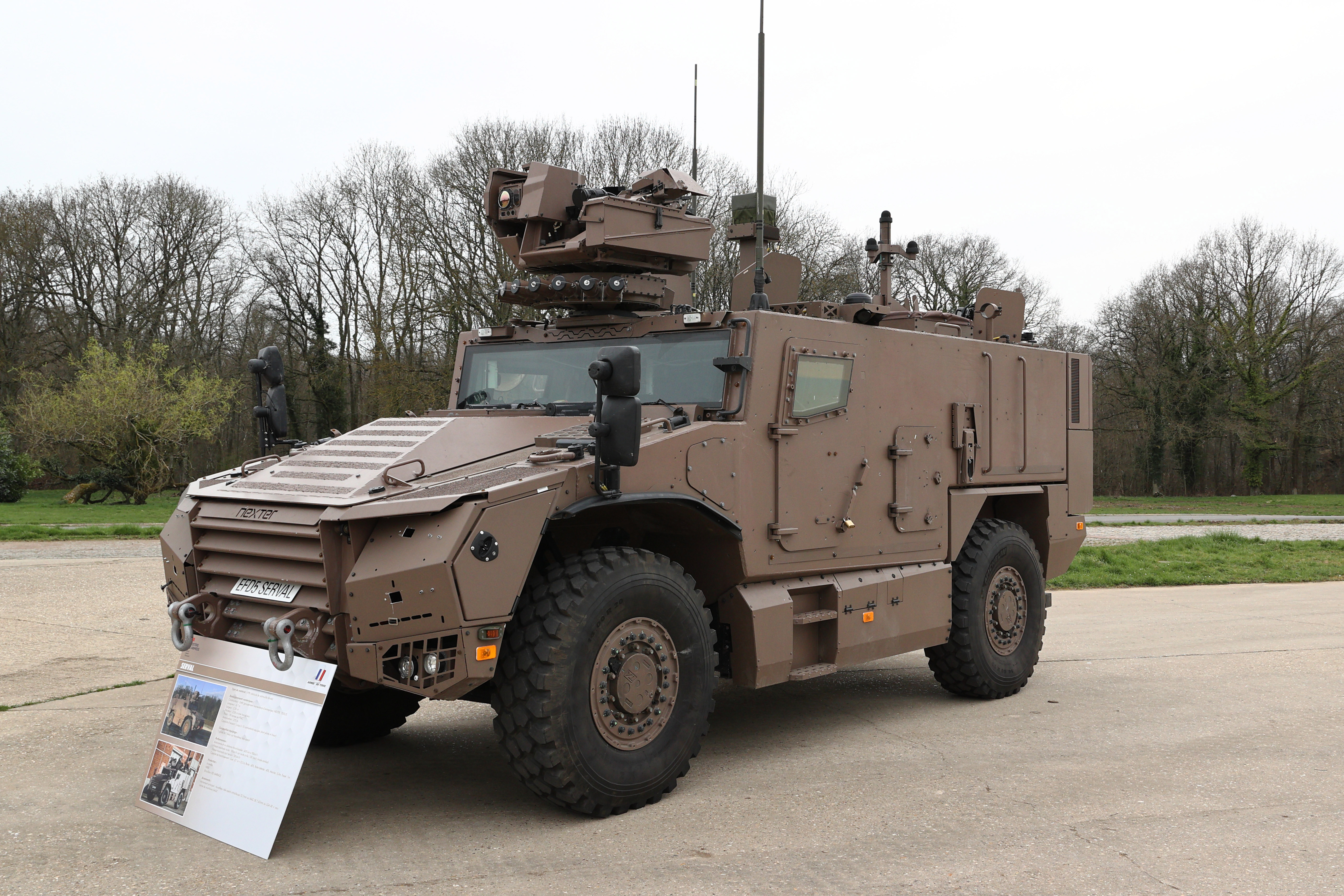
VBMR-Lサーバル軽量多用途装甲車（2022年3月）

軽量型VBMR「サーバル」は、375PSのエンジンを搭載し、100 km/hの最高速度と、600 kmの航続距離を有している。この車両にはSCORPION計画の一般的なヴェトロニクが搭載されるとともに、T1およびT2に2種類のキューポラが搭載される。
4タイプのサーバルが開発されている。

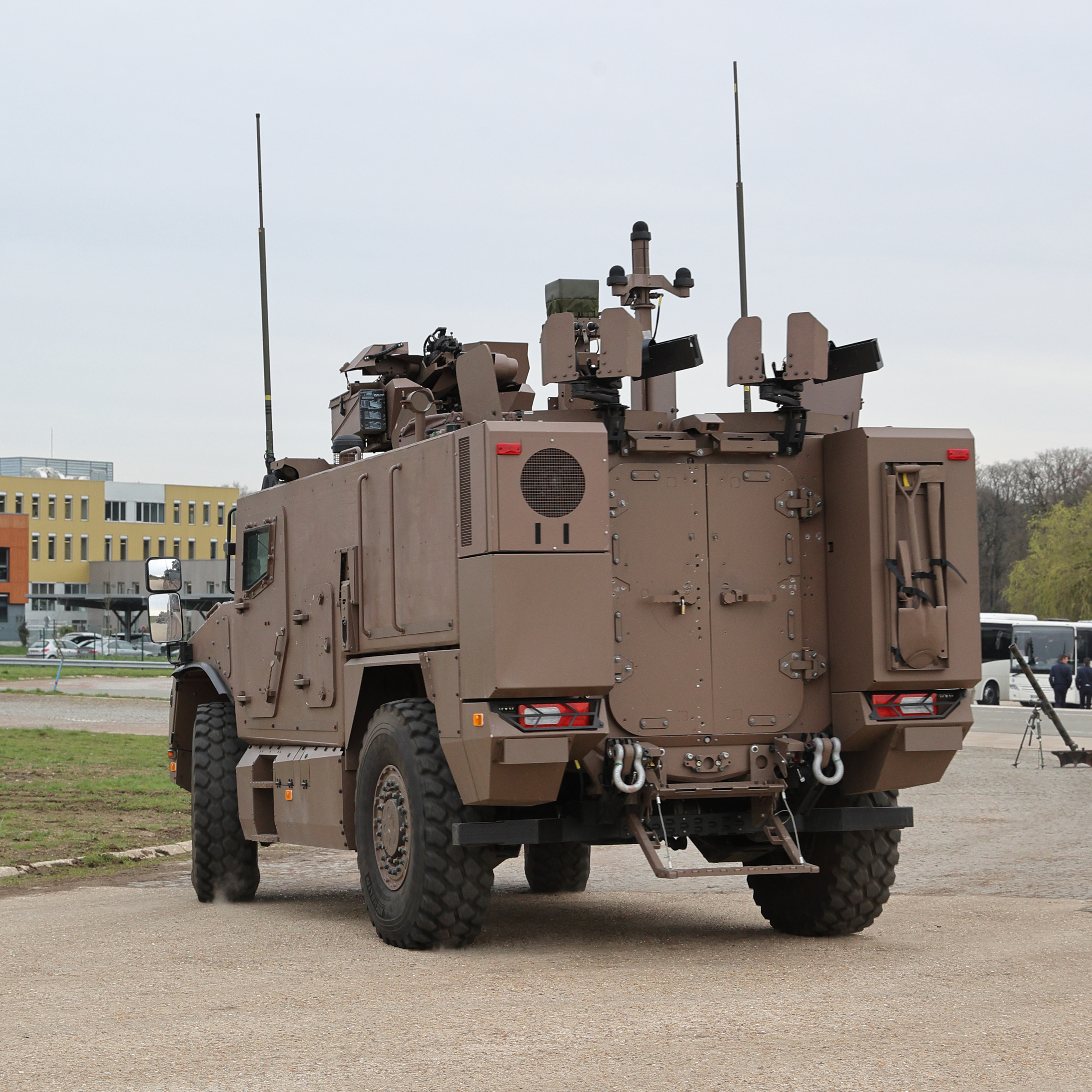
後部（2022年3月）

#### 陸軍衛生部車両 (SSA)
衛生タイプのVBMRサーバルはフランス軍衛生部向けを意図している。153両が調達予定である。

## 運用者
- フランス

VBMRの調達は2013年から予定されており、2014年に告知された。。2017年4月に第1バッチの車両319両の発注が行われた。2019−2025軍事計画法では、2030年までに陸軍が1,872両の6x6 VBMRと、978両の軽量な4x4 VBMRを所有することを規定してる。2023年時点で、フランス陸軍が373両のVBMR、15両のVBMR-Lを保有している。
- ベルギー

2018年10月26日に382両のVBMR（6x6）と、60両のEBRC ジャグアが発注された。これらのVBMRは、EBRCの砲塔と同様にベルギーのCMIディフェンス社で組み立てられる予定である。2025年7月15日、最初の1両が工場から出荷された。